# Atipicità
Atipicità, in diritto, è un termine utilizzato per descrivere ciò che non rientri in una determinata fattispecie.

## Analisi della fattispecie
La realtà ontologica dei fatti viene inserita in categorie, modelli e classificazioni secondo la tecnica della scomposizione: si può cioè analizzare un comportamento e individuare quelli che sono gli schemi minimi, oltre i quali non è più possibile operare altre scomposizioni, e considerare dunque un contegno come la somma di altri contegni minimi.
Questa operazione, nota a tutte le discipline scientifiche comportamentali che hanno lo scopo di classificare la natura, ha ovviamente il fine di rendere più semplice e rapida la riconduzione (in diritto sussunzione) della fattispecie concreta ad una o più fattispecie astratte.
Queste fattispecie astratte sono ciò che caratterizza il diritto, e storicamente il diritto europeo continentale (in lingua inglese: civil law), dotato di codici, di leggi generali e appunto astratte, idonee ad adattarsi ai singoli casi concreti che si presentano volta per volta in sede applicativa.

## La tipicità
La previsione, da parte della legge è ciò che attribuisce a una fattispecie (astratta) il carattere della tipicità legale, che altro non è che una previsione legale di esistenza e disciplina di uno schema comportamentale o semplicemente fattuale.

## L'atipicità nel diritto civile
Viceversa, la atipicità è appunto la assenza di una disciplina espressa per uno determinato schema comportamentale o fattuale, che però è spesso riconducibile a una disciplina legale generale. Ad esempio la disciplina contrattualistica conosce una serie di contratti "tipici" o "nominati" (artt. 1470 c.c. e ss.) ma anche una norma che apre all'atipicità: l'art. 1322, rubricato infatti sotto Autonomia contrattuale, afferma al comma secondo la possibilità per i privati di concludere contratti non tipici, purché volti a realizzare interessi meritevoli di tutela secondo l'ordinamento giuridico, in virtù del principio consensualistico.
E l'articolo successivo (1323) riguarda proprio l'assoggettabilità di queste contrattazioni atipiche alla disciplina contrattuale generale (sintetizzata negli artt. 1320-1469 c.c.), quella riguardante gli elementi del contratto, inefficacia, invalidità e particolari situazioni rilevanti per l'ordinamento (rappresentanza, simulazione, caparra, cessione del contratto, ecc.).
Nel diritto civile, vero e proprio ambito della tipicità e atipicità, si è conosciuta anche la categoria della tipicità sociale, di elaborazione dottrinaria e recepita pacificamente anche in giurisprudenza da ormai molti anni. Un esempio pregnante è quello relativo alla vicenda del sale and lease-back, ma gli esempi possono moltiplicarsi.
Essa consiste nel ripetuto utilizzo di uno schema comportamentale o fattuale da parte di una larga porzione di soggetti appartenenti a un dato settore economico che, tramite l'uso prolungato e costante di esso lo rendono un vero e proprio "tipo", socialmente ed economicamente disciplinato.
Spesso, i giuristi tentano di ricondurre questi tipi sociali (mediante una scomposizione e una combinazione) ai tipi legali appartenenti a diverse discipline. Raramente questo tentativo porta a un risultato soddisfacente, visto che le esigenze della prassi si basano su presupposti moderni e lontani da certe tipizzazioni, che in certi casi accusano il peso degli anni.

## L'atipicità nel diritto penale
Al contrario, nel diritto penale vige l'opposto principio di legalità, al cui interno si trova il principio di tassatività che vieta analogie e atipicità delle norme (salvo l'interpretazione in favor rei).

## L'atipicità nel diritto amministrativo
Nel diritto amministrativo, l'atipicità si distingue a seconda del campo di azione delle norme (norme sulla produzione a carattere tassativo, norme di produzione che possono invece conoscere clausole atipiche, ma si cerca di evitarlo).